# Aiko (imię)
Aiko (jap. あいこ, アイコ) – żeńskie imię japońskie.

## Możliwa pisownia
Aiko można zapisać, używając wielu różnych znaków kanji i może znaczyć m.in.:
- 愛子, „dziecko miłości”[1]
- 藍子, „indygo, dziecko”
- 葵子, „malwa, dziecko”
- 愛幸, „miłość, szczęście”

## Znane osoby
- księżniczka Aiko (愛子), córka księcia Naruhito i jego małżonki, księżnej Masako
- Aiko Nakamura (藍子), japońska tenisistka
- Aiko Uemura (愛子), japońska narciarka

## Fikcyjne postacie
- Aiko Andō (愛子), bohaterka anime True Tears
- Aiko Kudō (愛子), bohaterka light novel, mangi i anime Baka to Testo to Shōkanjū
- Aiko Senō (あいこ), bohaterka serii anime Ojamajo Doremi